# Луцкий, Семён Абрамович
Семён Абрамович Луцкий (фр. Simon Loutzky; 23 августа (5 сентября) 1891, Одесса — 8 августа 1977, Париж) — русский поэт первой волны эмиграции, инженер.

## Биография
Семён (Шмил) Абрамович Луцкий родился в 1891 году в Одессе. В четырёхлетнем возрасте остался без отца, который покончил с собой. Мать — Клара (Хая) Самойловна Луцкая (в девичестве Гасох; 1872—1962), младшая сестра Флора (1894). Сестра матери, Вера Самойловна Гассох (в замужестве Гоц), была замужем за эсером М. Р. Гоцом; другая сестра — Татьяна Самойловна Гассох (в замужестве Татьяна Владимировна Потапова; 1871—1932) — была замужем за эсером и врачом А. И. Потаповым (литературный псевдоним А. Рудин; 1869—1915).
В 1909 году окончил Одесское коммерческое училище имени Николая I с золотой медалью. Продолжил обучение в Льежском университете (1909—1913) и Гренобльском электротехническом институте, получив в 1915 году диплом инженера-электрика. В 1916—1958 годах работал по специальности в различных предприятиях во Франции, в том числе на протяжении 32 лет в машиностроительной компании Alstom. Опубликовал научные труды по электромеханике, в том числе две монографии. Преподавал в Institut Supérieur du Batiment et des Travaux Publics.
Начиная с 1920-х годов публиковал стихи в парижской прессе на русском языке. С 1924 года член «Союза молодых русских писателей и поэтов», с 10 октября 1926 года член его правления. Посещал салон четы Мережковских, весной 1928 года вошёл в свободное литературное объединение «Кочевье» на Монпарнасе. В 1933 году был посвящён в масонскую ложу «Северная Звезда», затем ложу «Северные Братья». В годы Второй мировой войны жил в Лионе. После войны вернулся в Париж, входил в правление Тургеневской библиотеки.
В 1922 году был помолвлен со скульптором Сильвией Мандельберг (поженились в 1923 году); дочь — Ада Бэнишу-Луцкая (род. 1923).
Первая известная публикация — в журнале «Воля России» в 1926 году, затем сотрудничал с журналами «Звено» и «Своими путями», альманахом «Стихотворение». В издательстве последнего вышел его первый поэтический сборник «Служение» (1929). В 1947 году его стихи вошли в антологию «Эстафета», в 1974 году вышел второй стихотворный сборник «Одиночество». Похоронен на кладбище Банье (Bagneux) в Париже.

## Поэтические сборники
- Служение. Париж: Издательство «Стихотворение», 1929.
- Одиночество. Стихи 1925—1973 гг. Париж, 1974.
- Сочинения. Подготовка текста, составление, вступительная статья и комментарии Владимира Хазана. Stanford Slavic Studies, Vol. 23. Станфорд, 2002. — 438 с.

## Монографии
- S. Loutzky. Calcul pratique des machines électriques à courant continu. Paris: Eyrolles, 1963. — 171 pp.
- S. Loutzky. Calcul Pratique des Alternateuers et des Moteurs Asynchrones. Paris: Eyrolles, 1969. — 142 pp.

## Публикации
- S. Loutzky. Calcul des moteurs asynchrones polyphases. Industrie Electrique, vol. 1, no. 714, Mar. 25, 1922, pp. 105—108.

## Комментарии
1. ↑  Их брат, купец 2-й гильдии Давид Шмулевич Гасох, был казначеем молитвенного дома при Одесском 2-м начальном еврейском училище (1914). Ещё один брат Нухим Шмулевич Гасох был биржевым маклером.